# الجمعية الألمانية للطب النفسي والعلاج النفسي، علم النفس الجسدي وعلم الأعصاب
الجمعية الألمانية للطب النفسي والعلاج النفسي، علم النفس الجسمي وعلم الأعصابe. V. (DGPPN) (بالألمانية: Deutsche Gesellschaft für Psychiatrie und Psychotherapie, Psychosomatik und Nervenheilkunde) هي جمعية طبية علمية تضم حوالي 9000 عضو. تتكون من أخصائيين في الطب النفسي والعلاج النفسي بالإضافة إلى أطباء وعلماء نفس وعلماء يعملون في ألمانيا في مجالات الطب النفسي والعلاج النفسي وعلم النفس الجسدي وعلم الأعصاب.
في اقتناع بأن الطب النفسي والعلاج النفسي والطب النفسي الجسمي وعلم الأعصاب مرتبطان، تخدم الجمعية كلاً من النهوض بالعلوم والبحث وكذلك تعزيز الصحة العامة والرعاية الصحية العامة.